# Кудино (Тверская область)
Ку́дино — деревня на юго-востоке Торопецкого района Тверской области. Входит в состав Василевского сельского поселения.

## География
Деревня расположена в 4 км (по автодороге — 5 км) к востоку от районного центра Торопец. Находится на правом берегу реки Торопа (на правом — деревня Заречье).
Климат
Деревня, как и весь район, относится к умеренному поясу северного полушария и находится в области переходного климата от океанического к материковому. Лето с температурным режимом +15…+20 °С (днём +20…+25 °С), зима умеренно-морозная −10…−15 °С; при вторжении арктических воздушных масс до −30…-40 °С.
Среднегодовая скорость ветра 3,5—4,2 метра в секунду.

## История
В прошлом деревня состояла из двух частей: погост Кудино и Подмонастырская слобода. В деревне находился мужской Троицкий монастырь, основанный в начале XVI века преподобным Харитоном Кудинским. В 1764 году монастырь был упразднён, а каменный Троицкий храм стал приходским. В настоящее время постройки монастыря не сохранились.
В списке населённых мест Псковской губернии за 1885 год значится погост Кудино (11 жителей) и деревня Подмонастырская слобода (44 жителя).
До Великой Отечественной войны в деревне существовала школа. 18 января 1942 года возле неё нацистские оккупанты расстреляли и сожгли 15 жителей деревни.
В 2015—2018 годах около деревни был построен крупный склад ракетных боеприпасов — арсенал ГРАУ площадью около 5 км². Арсенал в 2018 году открывал заместитель министра обороны РФ генерал Дмитрий Булгаков, заявивший на открытии арсенала: «Он обеспечивает их надежное и безопасное хранение, защищает от авиационных и ракетных ударов и даже от поражающих факторов ядерного взрыва». В ночь с 17 на 18 сентября 2024 года арсенал был атакован украинскими дронами: произошел ряд детонаций боеприпасов, возник пожар, охвативший всю территорию арсенала. Большинство жителей Торопца ( 7 тысяч из 11 тысяч населения ) были эвакуированы, но жители Кудино и расположенной рядом деревни Цикарево не имеют возможности выехать из-за пожара и продолжающихся взрывов боеприпасов.

## Население
| 2010 |
| ---- |
| 20   |

Согласно результатам переписи 2002 года, в национальной структуре населения русские составляли 98 % от жителей.

## Достопримечательности
- На месте развалин монастыря установлен деревянный крест. Ежегодно 11 октября сюда приходит крестный ход из храма Всех Святых.
- Обелиск в честь жертв ВОВ. 18 января 1942 года у Кудинской школы немцы сожгли 15 жителей деревни[8].